# Темяшево (Нижньогородська область)
Темяшево (рос. Темяшево) — присілок в Дивеєвському районі Нижньогородської області Російської Федерації.
Населення становить 4 особи. Входить до складу муніципального утворення Івановська сільрада.

## Історія
Від 2009 року входить до складу муніципального утворення Івановська сільрада.

## Населення
| 2002 | 2010 |
| ---- | ---- |
| 18   | ↘4   |